# 陳煥 (正德浙江進士)
陳煥（1478年—1550年），字子文，號西愚，浙江紹興府餘姚縣人，明朝政治人物。

## 生平
正德八年（1513年）癸酉科浙江鄉試第五名舉人。正德十二年（1517年）中式丁丑科會試第十八名，登第二甲第六十九名進士。授工部都水司主事，董漕艘于淮，丁内艰，服阕，起补营缮司。未几，疏改南京，由南京刑部主事、员外郎，历礼部主客、仪制郎中，升广西右参议。嘉靖十二年（1533年）八月升云南提学副使，十七年正月升湖广左参政，十九年二月升江西按察使，二十年二月升本省右布政使，轉左布政，二十三年六月入为光禄寺卿，加正二品服俸，二十四年五月以考察致仕。嘉靖二十九年卒，享年七十三。

## 家族
曾祖陳玉成，贈吏部郎中；祖父陳雷，封彰德府同知；父陳廷敬，曾任蓟州判官。母于氏，贈淑人。五子：长子陈陛早世；次子陳墀、陈陞皆举进士，墀官延平知府；升官翰林编修；次陈觐，国子生；次陈塈。女一人，适建宁知府王正思。孙男：铢、鋋、鉁、镳、陳鍭。